# Saint-Loup-du-Gast
Saint-Loup-du-Gast är en kommun i departementet Mayenne i regionen Pays de la Loire i nordvästra Frankrike. Kommunen ligger i kantonen Ambrières-les-Vallées som tillhör arrondissementet Mayenne. År 2022 hade Saint-Loup-du-Gast 321 invånare.

## Befolkningsutveckling
Antalet invånare i kommunen Saint-Loup-du-Gast
| Referens: INSEE |